# Герцогство Лукка
Ге́рцогство Лу́кка (итал. Ducato di Lucca) — государство, существовавшее на Итальянском полуострове в первой половине XIX века.
В 1815 году Венский конгресс решил передать жене Наполеона Марии-Луизе Австрийской (дочери австрийского императора) Пармское герцогство. Так как до наполеоновского завоевания герцогство принадлежало пармским Бурбонам, для компенсации этой потери для них было создано герцогство Лукка.
В 1817 году герцогиней Луккской стала Мария-Луиза Испанская (бывшая королева Этрурии). В 1824 году она скончалась, и трон герцогства перешёл к её сыну Карлу, который также являлся наследником пармского трона. В 1847 году, когда скончалась Мария-Луиза Австрийская, Карл стал герцогом Пармским, а герцогство Лукка вошло в состав Великого герцогства Тосканского.

## Флаг
С 1815 по 1818 годы флаг герцогства состоял из двух горизонтальных полос — жёлтой и красной. С 7 ноября 1818 года по 1847 год флагом герцогства было белое полотнище с гербом Марии-Луизы и жёлто-красной вставкой в углу.

## Герцоги Луккские
- Мария-Луиза (9 июня 1815 — 13 марта 1824)
- Карл I (13 марта 1824 — 17 декабря 1847)